# Даборе, Иссака
Иссака Даборе (фр. Issaka Daboré, 1940—2021) — боксёр из Нигера, призёр Олимпийских игр.
Иссака Даборе родился в 1940 году в Дингази департамента Валлам региона Тиллабери. С 18 лет занялся боксом. В 1961 году завоевал бронзовую медаль на товарищеском турнире франкоговорящих стран в Абиджане, в 1963 году на аналогичном турнире в Дакаре завоевал золотую медаль. С 1964 года представлял Нигер на Олимпийских играх, но лишь в 1972 году смог завоевать олимпийскую медаль (первую и до 2016 года последнюю олимпийскую медаль в истории Нигера).